# Maladies du riz
Liste non exhaustive des maladies du riz (Oryza sativa). Les maladies ont toujours été une cause principale de pénurie de riz.

## Maladies bactériennes
| Maladies                                                                             | Agents pathogènes                |
| ------------------------------------------------------------------------------------ | -------------------------------- |
| Flétrissement bactérien ou stries bactériennes ou feu bactérien                      | Xanthomonas oryzae pv. oryzae    |
| Strie bactérienne, bactériose à stries foliaires, bactériose des stries translucides | Xanthomonas oryzae pv. oryzicola |
| Pourriture du pied                                                                   | Erwinia chrysanthemi             |
| Brûlure bactérienne de la panicule du riz, Pourriture des grains                     | Burkholderia glumae              |
| Pourriture brune des gaines du riz                                                   | Pseudomonas fuscovaginae         |

## Maladies fongiques
| Maladies                                                       | Agents pathogènes |
| -------------------------------------------------------------- | --- |
| Taches de la gaine                                             | Ceratobasidium oryzae-sativae Rhizoctonia oryzae-sativae [anamorphe] |
| Curvulariose du riz                                            | Curvularia lunata Cochliobolus lunatus [téléomorphe] |
| Pyriculariose ou brunissure du riz                             | Pyricularia oryzae Magnaporthe oryzae [téléomorphe] |
| Taches brunes                                                  | Cochliobolus miyabeanus Bipolaris oryzae [anamorphe] |
| Pourriture de la gaine                                         | Gaeumannomyces graminis |
| Mildiou du riz                                                 | Sclerophthora macrospora |
| Galle blanche                                                  | Corallocytostroma oryzae |
| Taches ocellées                                                | Drechslera gigantea |
| Faux charbon                                                   | Ustilaginoidea virens |
| Carie du riz                                                   | Tilletia barclayana = Neovossia horrida |
| Fusariose moniliforme, gigantisme du riz ou bakanae            | Fusarium moniliforme, Gibberella fujikuroi |
| Charbon des feuilles                                           | Entyloma oryzae |
| Échaudage foliaire                                             | Gerlachia oryzae |
| Échaudure ou échaudement des feuilles                          | Microdochium oryzae Rhynchosporium oryzae |
| Maladie d'Udbatta                                              | Ephelis oryzae |
| Cercosporiose (taches foliaires brunes étroites)               | Cercospora janseana = Cercospora oryzae Sphaerulina oryzina [téléomorphe]                                                                                               |
| Riz tacheté                                                    | Dégâts dus à de nombreuses espèces de champignons : Cochliobolus miyabeanus Curvularia spp. Fusarium spp. Microdochium oryzae Sarocladium oryzae et autres champignons. |
| Riz jauni                                                      | Penicillium citreonigrum, Penicillium citrinum, Penicillium islandicum.                                                                                                 |
| Pourriture des racines                                         | Fusarium spp. Pythium spp. Pythium dissotocum Pythium spinosum |
| Fonte des semis                                                | Cochliobolus miyabeanus Curvularia spp. Fusarium spp. Rhizoctonia solani Sclerotium rolfsii Athelia rolfsii [téléomorphe] et autres champignons pathogènes.             |
| Pourriture à sclérotes de la gaine ou Flétrissement des gaines | Thanatephorus cucumeris Rhizoctonia solani [anamorphe] |
| Pourriture de la gaine                                         | Sarocladium oryzae = Acrocylindrium oryzae |
| Taches de la gaine                                             | Rhizoctonia oryzae |
| Taches foliaires alternariennes                                | Alternaria padwickii |
| Pourriture de la tige                                          | Magnaporthe salvinii Sclerotium oryzae [synanamorphe] |
| Rhizoctone noir ou brûlure pellicularienne                     | Rhizoctonia solani Kühn |
| Pourriture des graines et fonte des semis                      | Achlya conspicua Achlya klebsiana Fusarium spp. Pythium spp. Pythium dissotocum Pythium spinosum                                                                        |

## Maladies virales
| Maladies                          | Agents pathogènes |
| --------------------------------- | --- |
| Giallume                          | virus de la jaunisse nanisante de l'orge (Barley yellow dwarf virus, BYDV)                                                                     |
| Striure noire du riz              | virus de la striure noire du riz (Rice black streak dwarf virus, RGSDV)                                                                        |
| Nanisme herbacé du riz            | virus du nanisme herbacé du riz (Rice dwarf virus, RDV)                                                                                        |
| Rabougrissement herbacé du riz    | virus du rabougrissement herbacé du riz (Rice grassy stunt virus, RGSV)                                                                        |
| Hoja blanca (feuille blanche)     | virus de la hoja blanca du riz (Rice hoja blanca virus, RHBV)                                                                                  |
| Mosaïque nécrotique du riz        | virus de la mosaïque nécrotique du riz (Rice necrotic mosaic virus, RNMV)                                                                      |
| Rabougrissement rugueux du riz    | virus du rabougrissement rugueux du riz (Rice rugged stunt virus, RRSV)                                                                        |
| Striure du riz                    | virus de la striure du riz (Rice stripe virus, RStV)                                                                                           |
| Jaunissement transitoire du riz   | virus du jaunissement transitoire du riz (Rice transitory yellowing wirus, RTYV)                                                               |
| Jaunisse nanisante du riz         | virus de la jaunisse nanisante du riz (Rice yellow dwarf , MLO)                                                                                |
| Panachure jaune ou marbrure jaune | virus de la panachure jaune du riz (Rice yellow mottle virus, RYMV)                                                                            |
| Maladie du Tungro                 | virus sphérique du tungro du riz (Rice tungro spherical virus, RTSV) virus bacilliforme du tungro du riz (Rice tungro bacilliform virus, RTBV) |

## Maladies diverses et désordres physiologiques
| Maladies                                          | Agents pathogènes                                                                                            |
| ------------------------------------------------- | --- |
| Alcalinité ou dégâts dus au sel                   | Concentration de sel excessive dans le sol ou dans l'eau                                                     |
| Brunissement ou chlorose                          | Carence en zinc                                                                                              |
| Lésions par le froid                              | Basses températures                                                                                          |
| Brûlure du panicule                               | Cause indéterminée                                                                                           |
| Riz tacheté                                       | Lésions dues aux piqûres d' Oebalus pugnax (punaise piquante du riz),                                        |
| Pointe blanche des feuilles (due à des nématodes) | Aphelenchoides besseyi                                                                                       |
| Maladie d'akiochi (désordre physiologique)        | Toxicité du sol due à un excès d'hydrogène sulfuré (H2S) et à une carence en fer et autres éléments minéraux |